# Shavkat Mirziyoyev
Shavkat Miromonovich Mirziyoyev (ur. 24 lipca 1957 w wilajecie dżyzackim) – uzbecki polityk, premier Uzbekistanu od 12 grudnia 2003 do 14 grudnia 2016, pełniący obowiązki prezydenta Uzbekistanu od 8 września do 14 grudnia 2016, prezydent Uzbekistanu od 14 grudnia 2016.

## Kariera polityczna
Z wykształcenia jest inżynierem – ukończył Taszkiencki Instytut Geodezji i Melioracji. Pracę łączył z działalnością w młodzieżówce Komsomoł jako jeden z sekretarzy komórki zakładowej.
Pełnił funkcję gubernatora Dżyzaku (1996–2001), a potem Samarkandy (2001–2003). 12 grudnia 2003 został powołany na urząd premiera przez prezydenta Isloma Karimova, a następnie zatwierdzony przez uzbecki parlament. Zastąpił na tym stanowisku O‘tkira Sultonova z Ludowo-Demokratycznej Partii Uzbekistanu.
W wyborach parlamentarnych, które odbyły się w dniach 21 grudnia 2014 i 4 stycznia 2015 partia Mirziyoyeva – Milliy Tiklanish zdobyła drugie miejsce za partią O’zlidep i uzyskała 36 mandatów.

### Prezydentura
Po śmierci prezydenta Isloma Karimova, Mirziyoyev został przewodniczącym komitetu pogrzebowego i gospodarzem uroczystości pochówkowych w Samarkandzie. Podczas wspólnego posiedzenia obu izb parlamentu 8 września 2016, Shavkat Mirziyoyev został mianowany pełniącym obowiązki prezydenta Uzbekistanu, zastępując na tym stanowisku przewodniczącego Senatu Nigʻmatillę Yoʻldosheva. Tydzień później Mirziyoyev zrezygnował z członkostwa w partii Milliy Tiklanish i ogłosił swój start w wyborach prezydenckich z ramienia ugrupowania O’zlidep.
1 listopada 2016 rządy Uzbekistanu i Kirgistanu ogłosiły osiągnięcie porozumienia w sprawie nowej umowy dot. kontroli i utrzymania granicy pomiędzy krajami. Był to pierwszy istotny krok w celu naprawy obustronnych stosunków między państwami, nadszarpniętych szczególnie po zamieszkach kirgisko-uzbeckich w 2010 roku. Decyzja administracji Mirziyoyeva została określona jako progres w polityce zagranicznej i pierwsze oznaki odchodzenia od linii dyplomatycznej Isloma Karimova. 6 września 2017 miała miejsce pierwsza od 17 lat wizyta prezydenta Uzbekistanu w Kirgistanie, podczas której prezydenci Mirziyoyev i Atambajew podpisali akt o demarkacji wspólnej granicy.
Shavkat Mirziyoyev zwyciężył w wyborach prezydenckich, które zostały przeprowadzone 4 grudnia 2016 uzyskując już w pierwszej turze wynik 88,61% głosów. Drugie miejsce zajął lider Partii Ludowo-Demokratycznej Hotamjon Ketmonov z wynikiem 3,73% głosów. 14 grudnia 2016 został zaprzysiężony przez parlament na stanowisku prezydenta. Tego samego dnia nowym szefem rządu został Abdulla Aripov.
24 października 2021 został ponownie wybrany na urząd prezydenta Uzbekistanu uzyskując 80,31% głosów w wyborach powszechnych. W kwietniu 2023 w Uzbekistanie odbyło się referendum w sprawie zmiany konstytucji. Przyjęte poprawki wydłużyły kadencję prezydenta z 5 do 7 lat. Liczba kadencji jest nadal ograniczona do dwóch, ale ze względu na zmianę w konstytucji poprzednie prezydentury Mirziyoyeva nie są liczone. Wkrótce potem głowa państwa rozpisała przedterminowe wybory. Odbyły się one 9 lipca 2023 roku. Mirzijojew wygrał z 87% głosów przy frekwencji wynoszącej prawie 80%.

## Odznaczenia
- Order Aleksandra Newskiego (Rosja)[22]
- Order „Danaker” (Kirgistan)[23]